# هجوم خليج عمان 2021
في 29 يوليو 2021، تعرّضت ناقلة النفط «ميرسر ستريت» (Mercer Street) التي ترفع علم ليبيريا، وتديرها شركة مقرها في إسرائيل، لهجوم قبالة سواحل عمان ما أدى إلى مقتل اثنين من طاقمها؛ روماني وبريطاني. كانت السفينة مُتّجهة من تنزانيا إلى الإمارات. ذكرت البحرية الأمريكية، التي استجابت لمساعدة السفينة، أنها تعتقد أن الهجوم جاء من طائرة بدون طيار. وألقى مسؤولون إسرائيليون وأمريكيون وأوروبيون باللائمة في الهجوم على إيران.

## الحادث
في 29 يوليو 2021، تعرضت ناقلة نفط للهجوم بالقرب من ساحل عمان أثناء إبحارها إلى الإمارات من تنزانيا، مما أسفر عن مقتل القبطان الروماني والحارسه الشخصي البريطاني. وأشار التقييم الإسرائيلي الأولي إلى وقوع هجومين على السفينة يفصل بينهما عدة ساعات، أسفر الثاني عن سقوط قتلى. وسبق الهجوم حادثتان مشابهتان وقعتا في مايو (حادث خليج عمان (مايو 2019)) ويونيو (هجوم خليج عمان (يونيو، 2019)). استجابت سفن البحرية الأمريكية ورافقت السفينة إلى مكان آمن. في بيان صدر في 31 يوليو 2021، قال الأسطول الخامس للبحرية الأمريكية إن خبراء المتفجرات يعتقدون أن «ضربة بطائرة بدون طيار» استهدفت الناقلة، لكن البيان لم يشرح كيف تم تحديد هذا الاستنتاج.

## التفاعلات
اتّهم مسؤولون أمريكيون وأوروبيون وإسرائيليون إيران بالوقوف وراء هذا الهجوم. قال يائير لبيد، وزير الخارجية الإسرائيلي ورئيس الوزراء المناوب، إنه تحدث مع وزير الخارجية البريطاني حول «الحاجة إلى الرد بشدة» على الهجوم الذي ألقى باللوم فيه بشكل غير مباشر على إيران.
على الرغم من عدم وجود رد فعل رسمي من إيران، نقلت قناة العالم الإخبارية الحكومية الإيرانية الناطقة بالعربية عن «مصادر مطلعة» لم تسمها أن الناقلة تعرضت للهجوم رداً على «الضربات الجوية الإسرائيلية الأخيرة على مطار الضبعة في سوريا». أسفر عن سقوط 2 ضحيتين غير محددين.